# Бэрри, Дрю
Дрю Уильям Бэрри (англ. Drew William Barry; род. 17 февраля 1973, Окленд, Калифорния) — бывший американский профессиональный баскетболист. Сын члена Зала славы баскетбола, Рика Бэрри. Имеет трёх братьевː Брента, Джона и Скутера, которые также являются профессиональными баскетболистами. Дедушка, Брюс Хейл, также был профессиональным баскетболистом.

## Карьера
Играл на позиции Атакующий защитник. Учился в Джорджии, в 1996 году был выбран на драфте НБА под 57-м номером командой «Сиэтл Суперсоникс». Через 2 года, 21 января, состоялся дебют Дрю в НБА, в составе команды «Атланта Хокс», в матче против «Сан-Антонио Спёрс». Также в США Бэрри выступал за «Форт Вейн Фюри» из КБА и «Голден Стэйт Уорриорз». В 1999 году принял участие в 8 матчах за австралийский клуб «Сидней Кингз». За эти 8 матчей он набрал в среднем за игру 7.6 очков, 6.3 передач, 4.0 передач. С 2001 по 2002 года играл в Италии. Карьеру завершил в 2003 году выступлениями за польский клуб «Проком».

## Статистика

### Статистика в НБА
| Сезон                                                                                    | Команда      | Регулярный сезон | Регулярный сезон | Регулярный сезон | Регулярный сезон | Регулярный сезон | Регулярный сезон | Регулярный сезон | Регулярный сезон | Регулярный сезон | Регулярный сезон | Регулярный сезон | Серия плей-офф | Серия плей-офф | Серия плей-офф | Серия плей-офф | Серия плей-офф | Серия плей-офф | Серия плей-офф | Серия плей-офф | Серия плей-офф | Серия плей-офф | Серия плей-офф |
| Сезон                                                                                    | Команда      | GP               | GS               | MPG              | FG%              | 3P%              | FT%              | RPG              | APG              | SPG              | BPG              | PPG              | GP             | GS             | MPG            | FG%            | 3P%            | FT%            | RPG            | APG            | SPG            | BPG            | PPG            |
| ---------------------------------------------------------------------------------------- | ------------ | ---------------- | ---------------- | ---------------- | ---------------- | ---------------- | ---------------- | ---------------- | ---------------- | ---------------- | ---------------- | ---------------- | -------------- | -------------- | -------------- | -------------- | -------------- | -------------- | -------------- | -------------- | -------------- | -------------- | -------------- |
| 1997/98                                                                                  | Атланта      | 27               | 0                | 9,5              | 47,4             | 42,9             | 84,6             | 1,3              | 1,8              | 0,4              | 0,0              | 2,1              | 2              | 0              | 2,5            | 0,0            | 0,0            | -              | 0,5            | 0,0            | 0,0            | 0,0            | 0,0            |
| 1998/99                                                                                  | Сиэтл        | 17               | 0                | 10,8             | 31,3             | 33,3             | 69,2             | 1,2              | 1,7              | 0,4              | 0,1              | 2,2              | Не участвовал  | Не участвовал  | Не участвовал  | Не участвовал  | Не участвовал  | Не участвовал  | Не участвовал  | Не участвовал  | Не участвовал  | Не участвовал  | Не участвовал  |
| 1999/00                                                                                  | Голден Стэйт | 8                | 0                | 10,6             | 50,0             | 33,3             | 50,0             | 1,0              | 2,1              | 0,3              | 0,0              | 2,8              | Не участвовал  | Не участвовал  | Не участвовал  | Не участвовал  | Не участвовал  | Не участвовал  | Не участвовал  | Не участвовал  | Не участвовал  | Не участвовал  | Не участвовал  |
| 1999/00                                                                                  | Атланта      | 8                | 0                | 9,3              | 40,0             | 44,4             | 100,0            | 0,5              | 2,0              | 0,0              | 0,0              | 2,4              | Не участвовал  | Не участвовал  | Не участвовал  | Не участвовал  | Не участвовал  | Не участвовал  | Не участвовал  | Не участвовал  | Не участвовал  | Не участвовал  | Не участвовал  |
|                                                                                          | Всего        | 60               | 0                | 10,0             | 41,7             | 38,1             | 77,4             | 1,1              | 1,9              | 0,3              | 0,0              | 2,2              | 2              | 0              | 2,5            | 0,0            | 0,0            | -              | 0,5            | 0,0            | 0,0            | 0,0            | 0,0            |
| Наведите курсор мыши на аббревиатуры в заголовке таблицы, чтобы прочесть их расшифровку. |              |                  |                  |                  |                  |                  |                  |                  |                  |                  |                  |                  |                |                |                |                |                |                |                |                |                |                |                |